# Yuma, Arizona
Yuma je grad u američkoj saveznoj državi Arizona. Prema popisu stanovništva iz 2010. u njemu je živjelo 93,064 stanovnika.